# Mystrium mirror
Mystrium mirror (лат.) — вид муравьёв из подсемейства Amblyoponinae.

## Распространение
Эндемик Мадагаскара.

## Описание
Среднего размера муравьи с широкой субквадратной головой и длинными зазубренными челюстями, прикреплёнными у боковых краёв передней части клипеуса. На переднем крае наличника 6—7 зубцов. Основная окраска тела от красновато-коричневой до тёмно-бурой. Промеры рабочих муравьёв: длина головы (HL) — 1,16—1,91 мм, ширина головы (HW) — 1,16—2,06 мм, отношение ширины головы к её длине (HW/HL x 100 = CI) — 99—108, длина скапуса (SL) — 0,94—1,48 мм, индекс скапуса (отношение длины скапуса к ширине головы; SI) — 67—80, длина мандибул (ML) — 1,34—2,38 мм, длина груди (WL) — 1,46—2,27 мм. Максиллярные щупики состоят из 4 члеников, а нижнегубные из 3 сегментов.
Вид был впервые описан в 2014 году японским энтомологом Масахи Ёшимура (Masashi Yoshimura) и американским мирмекологом Брайном Фишером (Brian L. Fisher; Department of Entomology, California Academy of Sciences, Сан-Франциско, Калифорния, США).